# Honrarás a los tuyos (1959)
Honrarás a los tuyos é uma telenovela mexicana, produzida pela Televisa e a Colgate-Palmolive, cuja exibição ocorreu em 1959 pelo Telesistema Mexicano.

## Elenco
- Dalia Íñiguez
- Carlos Agostí
- Pilar Pellicer